# Suzanne Eisendieck
Suzanne Eisendieck, née le 14 novembre 1906 à Dantzig et morte le 15 juin 1998 à Paris 16e,, est une peintre allemande post-impressionniste du XXe siècle.

## Biographie
Suzanne Eisendieck est née à Holzraum Platz 2B à Dantzig (aujourd’hui Gdańsk en Pologne) de Karl Eisendick et Anna Eisendick (née Klegus), tous deux allemands.
A l'âge de 12 ans à Dantzig, Suzanne Eisendieck devient une des plus jeunes élèves du peintre Fritz August Pfuhle. À 21 ans, elle étudie pendant trois ans à l'Académie des Beaux-Arts de Berlin dans la classe de Maximilian Klewer. Alors qu'elle était là, elle prit part à une exposition collective avec plus de 1400 œuvres dont seulement 9 ont été vendues et 3 d'entre elles étant ses toiles. Ce succès à Berlin lui a permis plus tard de se rendre à Paris, où elle s’installa dans une « chambre de bonne » du Quartier Latin près de la place Saint-Michel et y commence à peindre.
C'étaient des difficultés financières continues pour Suzanne Eisendieck jusqu'à ce qu'un ami organise pour la galériste Mme Zak de visiter son petit studio. Elle a immédiatement acheté 6 de ses toiles et les expose dans sa galerie, la Galerie Zak, Place Saint-Germain-des-Prés. Ils font l’objet d’une grande admiration de tous. Cela encourage Mme Zak à organiser la première exposition des peintures de Suzanne Eisendieck, suivi plus tard par d’autres dans la Leicester Galleries de Londres. Ce fut la fin des difficultés pour la jeune artiste et le début d'un grand succès.
Son travail artistique a été inspiré par les impressionnistes français et se trouve dans de nombreuses collections privées, principalement en Amérique. Suzanne Eisendieck peint dans un style unique avec de la peinture à l'huile et parfois des pastels.
C’est le peintre Dietz Edzard qui l’introduisit initialement à Mme Zak. Leurs peintures avaient beaucoup de similarités pendant une certaine période de sorte que certains ont eu du mal à les différencier.
En 1938, Suzanne Eisendieck épousa Dietz Edzard (1893 - 1963). Ils ont eu deux enfants alors qu'ils vivaient à Paris, Christine Edzard-Goodwin (en) (1945) mariée à Richard B. Goodwin (en) (Sands Films, Londres) et Angélica Edzard-Károlyi (1947) mariée à Georges Károlyi (Joseph Károlyi Foundation, Hungary).
Elle est enterrée au cimetière du Père-Lachaise, à Paris (35e division).

## Œuvres

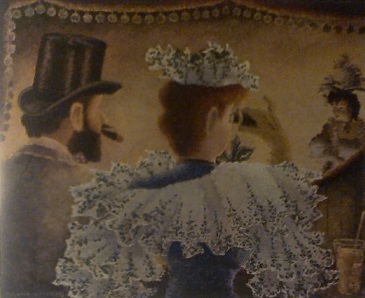
Au théâtre (1936), Leicester Galleries, Londres
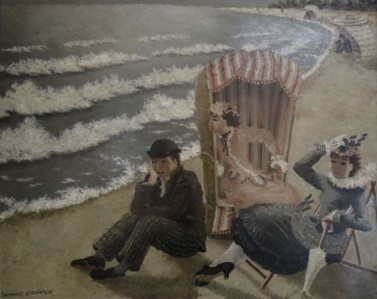
Plage orageuse (1936), Leicester Galleries, Londres
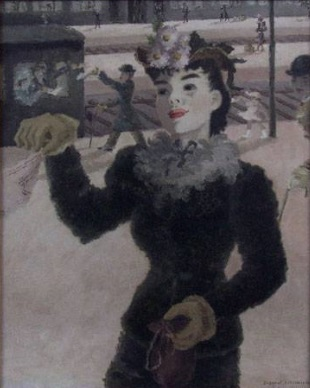
À la gare (1937), Marie Harriman Gallery, New-York
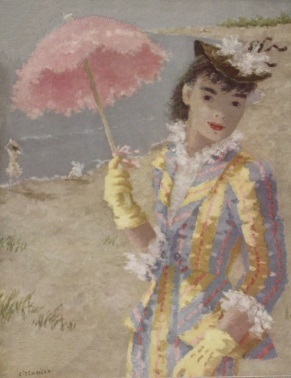
Chapeau de paille (1938)
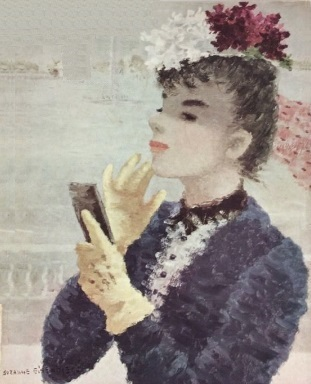
Au Bonwit Teller Marshall Field (1938)
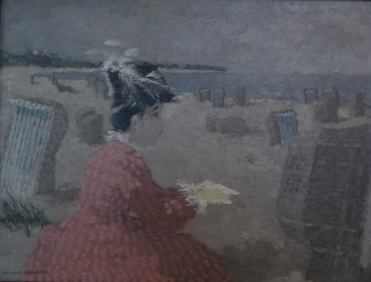
Zoppot Plage (ca. 1938-1939)
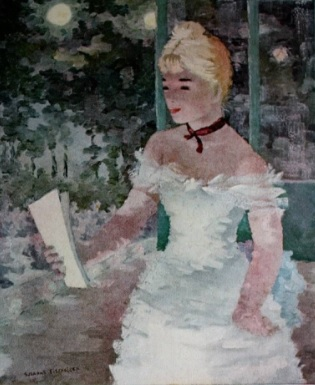
terminus ante quem (1941)
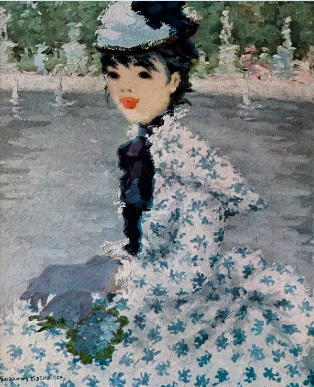
Au Jardin des Tuileries (1947)

## Expositions
- 1929 : Jury Art Libre Voir, Berlin
- 1932 : Galerie Zak, Place Saint-Germain-des-Près, Paris
- 1934 : Leicester Galleries, Londres 
1936 - Leicester Galleries, Londres 
1938 - Leicester Galleries, Londres
- 1937 : Marie Harriman Gallery, New York, 
1939 - Marie Harriman Gallery, New York, 
1940 - Marie Harriman Gallery, New York
- 1942 : Galerie Benezit, Paris
- 1946 : Perls Galleries, New York, 
1948 - Perls Galleries, New York, 
1949 - Perls Galleries, New York
- 1954 : Exposition Publique Tableaux Moderners, Paris
- 1955 : Galerie Pétridès, Paris
- 1962 : Galerie Abels, Cologne

Elle expose, d’autre part, avec son mari Dietz Edzard à
- 1950 : Gallery Vigeveno, Los Angeles
- 1956 : O’Hana Gallery, Londres
- 1959 : Hammer Galleries, New York
- 1959 : Findlay Galleries, New York
- 1959 : Findlay Galleries, Chicago
- 1959 : Findlay Galleries, Palm Beach
- 1961 : Adams Gallery, Londres